# Fuente Vaqueros
Fuente Vaqueros là một đô thị trong tỉnh Granada, Tây Ban Nha. Dân sô năm 2005 là 4.590.